# Schönburg (Oberwesel)
De Burcht Schönburg is een bij de Duitse plaats Oberwesel, Rijnland-Palts, aan de Rijn gelegen hoogteburcht uit de 12e eeuw.

## Geschiedenis

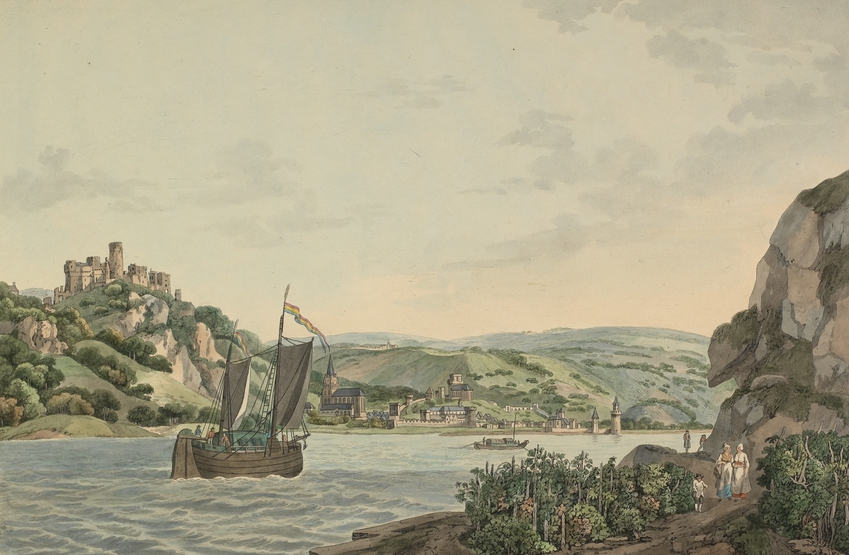
De burcht in 1798 op een werk van Lovro Janša

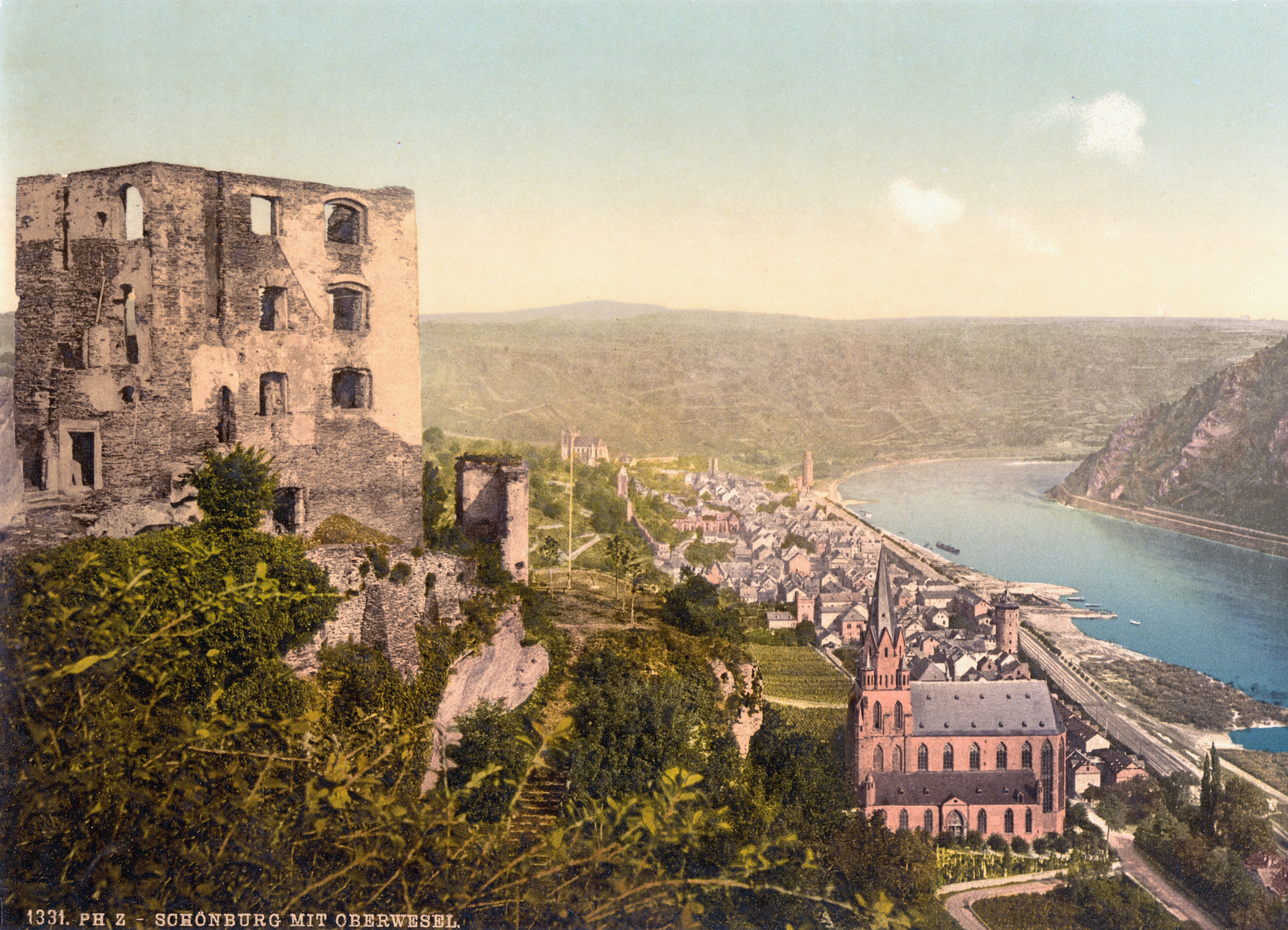
Schönburg circa 1900

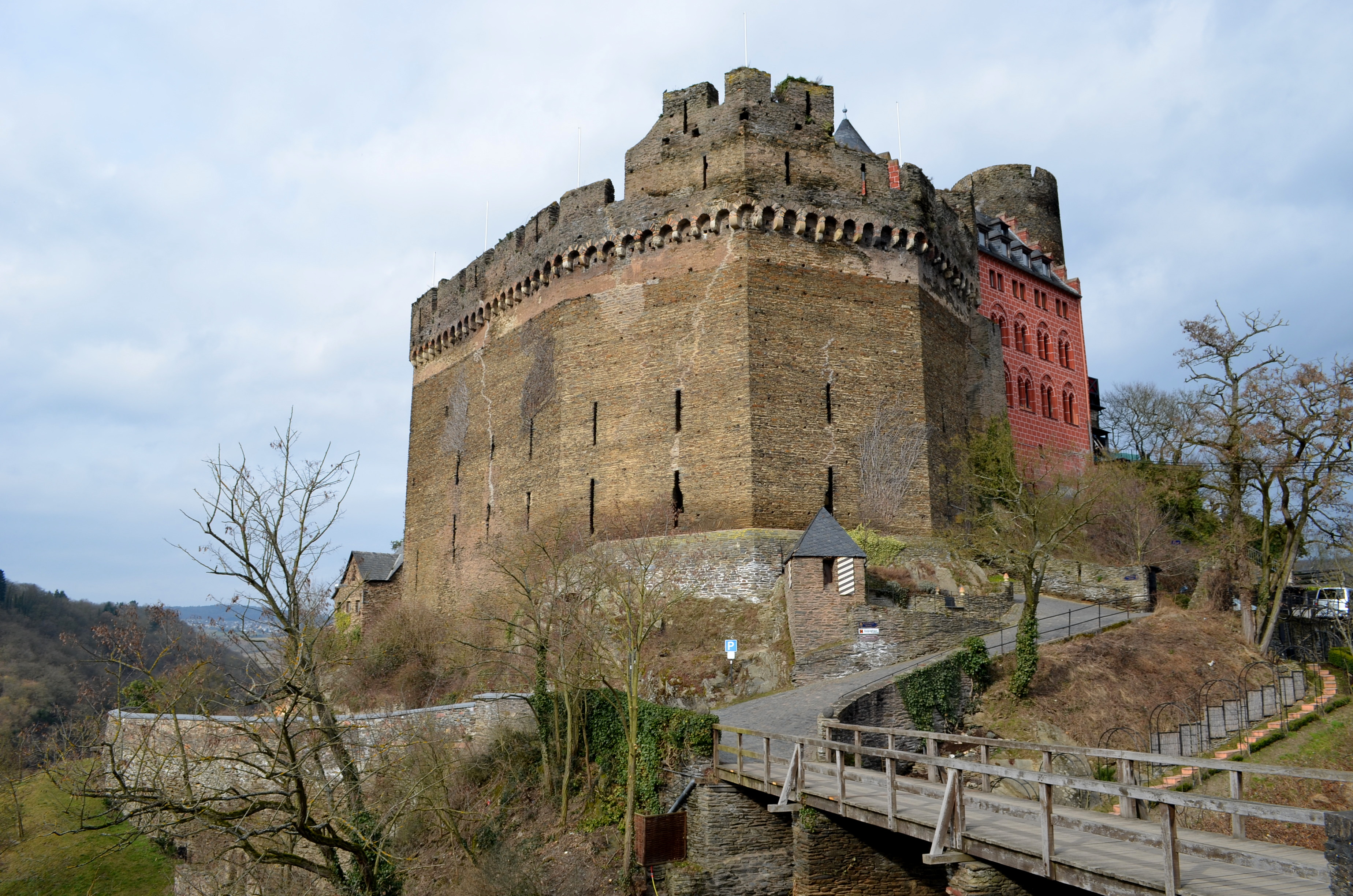
De burcht vanaf de zuidelijke kant

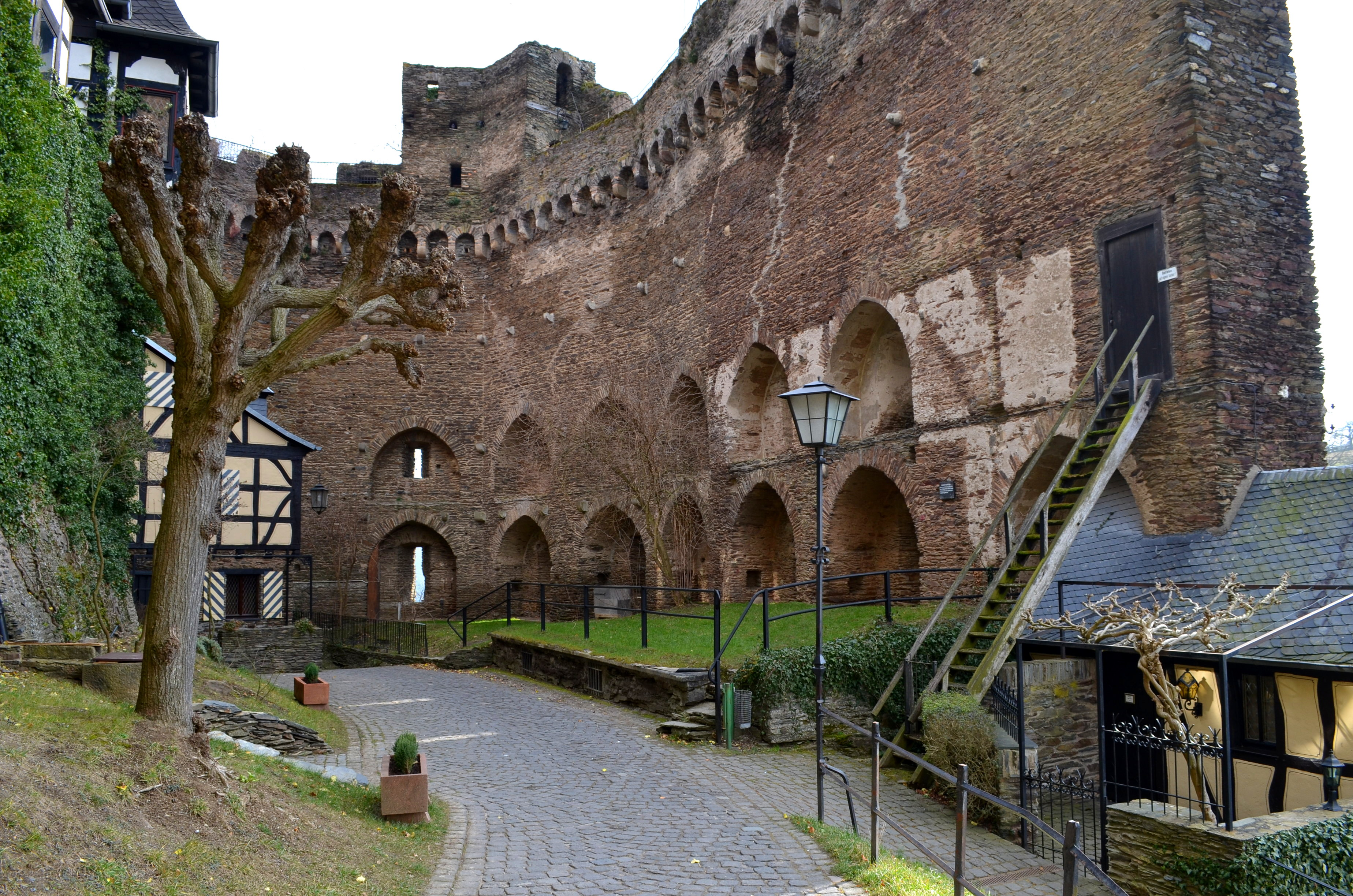
Arcades schildmuur

Het begin van de bouw aan de burcht vond plaats in de eerste helft van de 12e eeuw. Of de burcht door de aartsbisschop of als rijksburcht werd gebouwd is onduidelijk. In 1149 dook de burcht in de bronnen op als leen van Herman van Stahleck, die zijn rivaal om het Paltsgraafschap bij de Rijn, Otto II van Rheineck, op deze burcht liet ombrengen. In de 14e eeuw werd Schönburg een veste van Keur-Trier.
Vanaf de 12e eeuw namen de ridders van Schönburg de burcht van de keurvorsten over als hun leen van de aartsbisschop van Maagdenburg, de keizer en later ook de Trierse aartsbisschop. Ze verkregen daarmee tevens het recht om tol over de Rijn te heffen. Ook regeerden ze tot het begin van de 13e eeuw als keizerlijke voogden over Oberwesel. De burcht ging na de dood van de vader steeds in gelijke delen over aan alle zonen en niet, zoals gebruikelijk, slechts aan de oudste zoon. Op het hoogtepunt van Schönburg in de 14e eeuw leefden 24 families van in totaal 250 personen in de burcht. De vertakkingen in verschillende familielijnen leidde tot de opdeling van de burcht in drie verschillende woongedeelten, met bij elk wooncomplex een eigen bergfried. Deze opdeling is ondanks alle latere veranderingen ook tegenwoordig nog te herkennen. De bouw van de burcht werd in de eerste helft van de 14e eeuw afgesloten met de waarschijnlijk nog onder Boudewijn van Trier opgerichte schildmuur.
Net als de meeste andere burchten in het Boven Midden-Rijndal werd ook Schönburg tijdens de Paltse Successieoorlog in 1689 door de Fransen verwoest. In 1719 stierf de mannelijke tak van de Schönburgers uit, waarmee de ruïne terugkeerde in het bezit van Keur-Trier. Na een paar keer van eigenaar te zijn gewisseld kwam de burcht ten slotte in handen van de Amerikaan T.I. Oakley Rhinelander, die haar van 1885 tot 1901 gedeeltelijk liet herbouwen. Rhinelander stierf in 1947 en in 1950 verwierf de stad Oberwesel de burcht van de erfgenamen.
In de jaren 1951-1953 werd het noordelijke deel als jeugdherberg ingericht. De uitbouw van het zuidelijke deel tot hotel vond plaats vanaf 1957.
Sinds april 2010 is in de toren van de burcht een museum ondergebracht dat informeert over de bouw van kastelen, monumentenzorg en de kastelen tijdens oorlogen. Op de bovenste verdieping bevindt zich een uitzichtsplatform met uitzicht over het Rijndal.

## Beschrijving
De schildmuur met rondboogfries is in de vorm van Schönburg uniek. Het bestaan ervan werd in 1357 voor het eerst vermeld. De muur breekt driemaal in stompe hoeken en verdedigt aan de aanvalszijde een groot deel van het complex. Langs de schildmuur komt men op de binnenhof van de burcht. Aan de binnenkant van de schildmuur zijn twee rijen blindarcades te zien met schietgaten.
Van de binnenhof gaat men enerzijds naar het zuidelijke woonpaleis, een heterogene verzameling gebouwen dat tot hotel werd verbouwd. Bij de verbouwing werden nieuwe vensters in gotische stijl ingebracht. De rode bepleistering met de geschilderde voegen komt overeen met de aangetroffen oorspronkelijke resten. Onderdeel zijn een gebouw van vakwerk en een bergfried, de zogenaamde Barbarossa-toren (Frederik Barbarossa bezocht de burcht meerdere malen). De met gobelins en met andere antiquiteiten ingerichte ruimten zijn alleen toegankelijk voor de gasten van het hotel. Het restaurant met een in de zomer geopend buitenterras en een uitzicht richting Kaub en de burcht Gutenfels zijn voor het publiek toegankelijk.
Anderzijds voert een weg langs de diverse nevengebouwen van vakwerk door een poorttoren naar het tweede wooncomplex in het noorden met een eigen bergfried. Hier is het Kolpinghaus gevestigd, een organisatie waar men groepsaccommodatie aanbiedt. Het compacte paleis met twee vleugels, dat niet te bezichtigen is, werd in de kern in 1953 respectievelijk 1962 herbouwd en verbouwd in de jaren 1970 en 1980.
De burchtkapel werd in 1983 in gotische stijl gerestaureerd.
Een reconstructie van de derde bergfried heeft niet plaatsgevonden.